# Silvio Pedro Miñoso
Pour les articles homonymes, voir Miñoso.
Silvio Pedro Miñoso (né le 23 décembre 1976 à Cuba) est un footballeur international cubain, qui évolue au poste de défenseur.

## Biographie

### Carrière en sélection
Avec l'équipe de Cuba, il joue 63 matchs (pour aucun but inscrit) entre 2002 et 2008. 
Il figure notamment dans le groupe des sélectionnés lors des Gold Cup de 2002, de 2003, de 2005 et de 2007.